# Riihikivi
Riihikivi är en klippa i Finland.   Den ligger i den ekonomiska regionen  Björneborgs ekonomiska region  och landskapet Satakunta, i den sydvästra delen av landet, 200 km nordväst om huvudstaden Helsingfors. Riihikivi ligger 79 meter över havet.
Terrängen runt Riihikivi är platt, och sluttar västerut. Runt Riihikivi är det glesbefolkat, med 8 invånare per kvadratkilometer. Närmaste större samhälle är Lavia, 5,8 km norr om Riihikivi. I omgivningarna runt Riihikivi växer i huvudsak blandskog.